# 大眼蝠屬
大眼蝠屬（学名：Chiroderma），哺乳綱、翼手目、葉口蝠科的一屬，而與大眼蝠屬（多毛大眼蝠）同科的動物尚有白蝠屬（白蝠）、間葉蝠屬（間葉蝠）、襞面蝠屬（襞面蝠）、美洲果蝠屬（灰美洲果蝠）等之數種哺乳動物。

## 下属物种
本科包括以下属：
- 道氏大眼蝠 Chiroderma dortae ，多麗手皮蝠(Brazilian big-eyed bat)
- 瓜德罗普大眼蝠 Chiroderma improvisum ，安袋手皮蝠(Guadeloupe big-eyed bat)
- 沙氏大眼蝠 Chiroderma salvimi ，白紋手皮蝠(Salvin's big-eyed bat)
- 特立尼达大眼蝠 Chiroderma trinitatum ，特島手皮蝠(Little big-eyed bat)
- 多毛大眼蝠 Chiroderma villosum ，多毛手皮蝠(Hairy big-eyed bat)